# Cássia-gigante
O marimari (Cassia grandis) é uma árvore da subfamília Caesalpinioideae, da família das fabáceas. É oriundo da Amazônia. 
A árvore é nativa do Brasil, porém não é endêmica, chegando até 30 metros de altura, com seus ramos densamente pubescente, folhas tomentosas com seus tricomas cúpreos e quando adultas as folhas são bicolores. Os frutos são lenhosos, e quando maduros pode chegar a 60 cm maduros.

## Etimologia
"Marimari" originou-se do tupi ma'ri ma'ri.

## Sinonímia botânica
- Bactyrilobium grande Hornem.
- Bactyrilobium molle Schrader
- Cassia brasiliana Lam.
- Cassia brasiliana Lam. var. tomentosa Miq.
- Cassia brasiliensis Buc'hoz
- Cassia mollis Vahl
- Cassia pachycarpa De Wit
- Cathartocarpus brasilianus Jacq.
- Cathartocarpus erubescens Ham.
- Cathartocarpus grandis Pers.